# Dağçukurören, Çerkeş
Dağçukurören là một xã thuộc huyện Çerkeş, tỉnh Çankırı, Thổ Nhĩ Kỳ. Dân số thời điểm năm 2010 là 75 người.